# Spot: The Cool Adventure
Spot: The Cool Adventure — рекламна гра-платформер для Game Boy, розроблена Visual Concepts і опублікована Virgin Games у 1993 році. Уявляє собою локалізацію порту гри 1992 року M.C. Kids з NES для Північної Америки та Японії, де замість бренду McDonald's ліцензію мав бренд 7 Up. 

## Геймплей
Це однокористувацька двовимірна аркада-платформер. Гравець керує персонажем Спотом  – маскотом напоїв 7 Up у Північній Америці. Йому потрібно дійти до кінця рівня, уникаючи ударів та зіткнень з різноманітними ворогами, що віднімають здоров'я героя у вигляді шкали з сердець. Спот може не тільки стрибати та пригинатися, але й підбирати блоки, щоб жбурляти у ворогів або встановлювати у просторі. В цілому геймплей, як і у оригіналі, дуже нагадує популярну Super Mario Bros. 3.
На рівнях можна збирати предмети: круглі фішки, що нараховують очки та відкривають бонусні етапи, серця, що поповнюють здоров'я, та надпис 1Up, що нараховує додаткове життя для Спота. Проходження кожного рівня обмежено за часом. Перехід між рівням має вигляд карти, як і у оригінальній M.C. Kids.

## Регіональні відмінності
У межах Європи порт M.C. Kids для Game Boy вийшов за рік до цього під назвою McDonaldland від видавництва Ocean. Ця версія, на відміну від Spot: The Cool Adventure, повторювала сюжет та графіку оригінальної гри, мала два ігрових персонажа на вибір — Міка та Мака, вступні повідомлення перед рівням та кат-сцени з босами.